# Throne of Darkness
Throne of Darkness est un jeu vidéo de type Hack 'n' slash développé par Click Entertainment et publié sur PC par Sierra Entertainment en septembre 2001,.

## Trame
Throne of Darkness prend place dans un monde imaginaire de type fantastique inspiré du japon médiéval,. L’histoire se déroule dans le royaume de Yamato qui fut le théâtre de multiples batailles jusqu’à ce qu’un shogun du nom de Kira Bennosuke réussisse à unifier le pays et accède au trône établissant ainsi une ère de paix et de prospérité. Pour honorer ceux qui l’avaient aidé à accéder au pouvoir il fit ériger cinq forteresses : Une au centre de son royaume en l’honneur des soldats tombés au combat et une à chaque point cardinal pour honorer les dieux. Il désigna ensuite les nobles qui lui étaient dévoués pour protéger ces quatre dernières.

### Synopsis
Après la mort de Kira Bennosuke, son petit-fils Kira Tsunayoshi accède au trône mais celui-ci se révèle être un piètre leader et tourne rapidement le dos aux enseignements de ses ancêtres déclenchant la fureur des dieux qui lui lance alors une malédiction le condamnant a une mort lente et douloureuse. Celui-ci tente en vain de dissiper la malédiction jusqu’à ce qu’un moine se présente au palais impérial en affirmant détenir une potion capable de le guérir. Après avoir bu celle-ci, Kira Tsunayoshi retrouve en effet ses forces mais se trouve être possédé par l’esprit du Seigneur Noir : Zanshin. Le démon sacrifie alors les troupes du shogun et lève une armée maléfique qu’il lance à l’assaut des quatre forteresses,.

### Scénario
Le jeu débute dans une des forteresses construite en l’honneur des dieux après qu’elles ont été dévastées par les hordes démoniaques lancées par le Seigneur Noir. Trois guerriers issus d’un des clans chargés de la protection de celles-ci ont échappé au massacre et réussissent à sécuriser une pièce appelée « Sanctuaire » reliée à différentes régions du royaume par l’intermédiaire de portails. Celui-ci devient rapidement la base d’opération du groupe qui se lance alors dans la libération de la forteresse rencontrant au passage d’autres survivants qui viendront renforcer le groupe jusqu’à ce que celui-ci compte sept guerriers, un daimyo, un forgeron et un prêtre.
Le groupe traverse ensuite différentes régions du royaume de Yamato jusqu’à la montagne sur laquelle se dresse la forteresse où réside le Seigneur Noir. Après avoir exploré les souterrains creusés sous la montagne ils pénètrent dans la citadelle et réussissent à vaincre celui-ci.

## Système de jeu
Throne of Darkness est un jeu vidéo de type hack 'n' slash similaire à Diablo. Le joueur contrôle une équipe de sept personnages devant explorer différents types d’environnements peuplé de monstres que celui-ci doit combattre pour gagner de l’expérience ou différents types de trésors comme des armes ou des objets magiques. L’action du jeu se déroule en temps réel. L’objectif du jeu est de retrouver et de tuer Zanshin le Seigneur Noir.

### Personnage
Le joueur incarne une équipe de sept guerriers dont quatre seulement peuvent être présent simultanément au combat. Ceux-ci peuvent à tout moment être intervertis en utilisant l’option de téléportation offerte par le daimyo. Ces guerriers se distinguent par leurs apparences mais aussi par leurs caractéristiques et par les armes, objets ou sorts qu’ils peuvent utiliser. Le capitaine est par exemple un combattant charismatique pouvant facilement obtenir des réductions auprès des vendeurs alors que le taureau, le berserker et l’épéiste sont spécialisés dans le combat au corps à corps. L’archer, le ninja et le mage constituent des personnages moins forts mais compensent cette faiblesse par une habileté plus importante ou une plus grande capacité à lancer des sorts.
En combattant les créatures qui hantent le royaume de Yamato les sept personnages contrôlés par le joueur gagnent de l’expérience qui leur permet de devenir plus puissants. La quantité de points d’expériences dont dispose chacun d’eux détermine leur niveau. Chaque passage d’un des personnages à un niveau supérieur donne au joueur la possibilité de renforcer les caractéristiques de celui-ci. Les personnages disposent de cinq caractéristiques principales : La force qui permet d’utiliser les armes et les armures les plus puissantes et qui permet de faire plus de dégâts au corps à corps. Le « ki » qui détermine la quantité d’énergie magique (permettant de lancer des sorts) dont dispose le personnage. Le charisme qui permet d’obtenir des réductions chez le forgeron ou le prêtre mais aussi de persuader un personnage non-joueur de faire ce que le joueur veut. La dextérité qui détermine la précision des coups portés et la classe d’armure d’un personnage et enfin la vitalité qui détermine la quantité de point de vie dont celui-ci dispose.
À ces cinq caractéristiques principales il faut ajouter des caractéristiques secondaires comme la classe d’armure que le joueur ne peut renforcer lors du passage à un niveau supérieur mais qui dépend de la dextérité et de l’équipement du personnage.

### Équipement
Lors de sa quête le joueur est amené à trouver de nombreuses armes et pièces armures dont il peut équiper ses différents personnages pour améliorer leurs caractéristiques de combats. Comme dans Diablo les armes influent sur les dégâts qu’inflige le personnage alors que les pièces d’armures qui peuvent protéger la tête, le corps, les bras ou les jambes de celui-ci influent sur sa classe d’armure et détermine le niveau de protection du combattant contre les attaques physiques. Chaque personnage dispose de son propre inventaire et le joueur peut transférer les objets d’un personnage à un autre afin de s’assurer que chacun dispose d’un équipement adapté a sa spécialité.
Chaque objet peut être identifié afin de déterminer les bonus que celui-ci apporte au personnage qui le porte. L’identification permet également de détecter si un objet est porteur d’une malédiction qui pourra être levée en faisant appel au prêtre pour le purifier.
Le forgeron peut réparer un objet endommagé mais également en fabriquer ou les améliorer si on lui apporte les matières premières nécessaires.

## Accueil
| Throne of Darkness      |      |        |
| Média                   | Pays | Notes  |
| Adrenaline Vault        | US   | 70 %   |
| Computer Games Magazine | US   | 20 %   |
| Game Revolution         | US   | 91 %   |
| GameSpot                | US   | 71 %   |
| GameSpy                 | US   | 68 %   |
| GameZone                | US   | 95 %   |
| Gen4                    | FR   | 14/20  |
| IGN                     | US   | 75 %   |
| PC Gamer                | US   | 78 %   |
| Compilations de notes   |      |        |
| Metacritic              | US   | 68 %   |
| GameRankings            | US   | 70,8 % |